# Fake Can Be Just as Good
| Recensione | Giudizio |
| ---------- | -------- |
| AllMusic   |          |

Fake Can Be Just as Good è il terzo album discografico della band statunitense Blonde Redhead, pubblicato nel 1997 dalla Touch and Go Records.

## Tracce
Testi e musiche di Kazu Makino, Amedeo Pace e Simone Pace.
1. Kazuality – 4:26
2. Symphony of Treble – 4:10
3. Water – 4:41
4. Ego Maniac Kid – 4:12
5. Bipolar – 5:02
6. Pier Paolo – 5:37
7. Oh James – 3:33
8. Futurism vs. Passéism – 5:06

## Formazione
- Kazu Makino – voce, chitarra
- Amedeo Pace – voce, chitarra
- Simone Pace – batteria, tastiera
- Vern Rumsey – basso